# جعفر طوقان
جعفر طوقان، (19 يناير 1938 - 25 نوفمبر 2014)، معماري أردني من أصلٍ فلسطيني. وُلد في القدس، وهو من أشهر معماريي الحداثة في الوطن العربي، هو ابن الشاعر الفلسطيني إبراهيم طوقان من مدينة نابلس بالضفة الغربية، ساهم في مشاريع كبرى في معظم البلاد العربية انطلاقاً من الأردن. شغل منصب رئيس هيئة مديري اتحاد المستشارين للهندسة والبيئة والتي يتخذ من عمّان مقرا له. نال عدة جوائز من أهمها جائزة آغا خان للعمارة الإسلامية في دورتها الثامنة عام 1999.

## أهم مشاريعه
له مشاريع عديدة في الأردن ولبنان والخليج ومعظم الدول العربية، ومنها:
- مسجد عائشة بكار في بيروت حيث أنه كان أولا من حيث أنه اختط أسلوبا جديداً وجريئا في تصميم المساجد ونفذ في عام 1970 وكان عملا غير مسبوق.
- جامعة العلوم والتكنولوجيا - اربد، حيث أتيحت له فرصة التعاون مع كنزو تانغ.
- تصميم قرى الأطفال SOS - العقبة.
- مبنى بنك الأردن - عمان.
- مبنى نادي ديونز - عمان.
- ضريح الرئيس الفلسطيني السابق ياسر عرفات - رام الله.
- متحف ياسر عرفات
- مبنى أمانة عمان الكبرى الجديد - عمان، كان عمل ثنائي مع المعماري راسم بدران.
- فندق ومنتجع ماريوت - البحر الميت في الأردن.
- أبراج اللؤلؤ - البحرين.

### بعض المشاريع قيد التنفيذ
- متحف الأردن للآثار.[4]
- إسكان الشلاله في العقبة.
- تطوير المنطقة التجارية الثانية في العقبة.

## أهم الجوائز التي نالها
- شهادة تقدير عام 1990 من جلالة الملكة نور الحسين للجهود المبذولة في إنشاء المتحف الوطني الأردني للفنون الجميلة وتطويره وصيانته.
- حائز على جائزة منظمة المدن العربية للمهندس المعماري عام 1992.
- حائز علـى جائزة World Habitat Award على مشروع قرية أطفال SOS العقبة عام 1993.
- حائز على شهادة أفضل مبنى من نقابة المهندسين الأردنيين عن مبنى شركة العرب للتأمين عام 1993.
- حائز على شهادة تقدير من نقابة المهندسين لأفضل عرض لمشروع معماري عام 1993.
- حائز جائزة المدينة المنورة، المملكة العربية السعودية للعمارة لعام 1997 على مشروع معهد دار الحديث في المدينة المنورة.
- حائز جائزة فلسطين للعمارة، 1999 - 2000.
- حائز جائزة آغا خان للعمارة لعام 2001.
- حائز جائزة منظمة المدن العربية للعمارة والمعماريين العرب عن مبنى قاعة المدينة، أمانة عمان الكبرى– عمان عام 2002.